# Querelle de Brest
Pour les articles homonymes, voir Querelle.
Querelle de Brest est un roman de Jean Genet, publié en 1947.

## Résumé
Un marin, Georges (dit Jo) Querelle, descend à Brest. Beau et viril, il attire le lieutenant d'un bateau. Querelle se donne à Nono, le patron de la Féria, un des bordels de Brest, en faisant la célèbre partie de dés : s'il gagne, il pourra coucher avec la patronne Lysianne, et s'il perd, c'est le patron qui pourra le sodomiser. Il se donne aussi à un policier, et fréquente un jeune assassin, Gil. Querelle a lui aussi tué auparavant un jeune homosexuel avec qui il avait une liaison.
Ce roman est étonnant par son écriture : un français approximatif quand Querelle parle, un français raffiné dans les carnets intimes du Lieutenant.
Une chanson lancinante est citée à plusieurs reprises au long du roman, L'Étoile du marin, attribuée au duo Bénech et Dumont et créée par Gaston Dona.

## Adaptation
- 1982 : Querelle, film germano-français de Rainer W. Fassbinder, d'après le roman Querelle de Brest, avec Brad Davis, Franco Nero et Jeanne Moreau.